# Südafrikanische Cricket-Nationalmannschaft in Neuseeland in der Saison 1952/53
Die Tour der südafrikanischen Cricket-Nationalmannschaft nach Neuseeland in der Saison 1952/53 fand vom 6. bis zum 17. März 1953 statt. Die internationale Cricket-Tour war Bestandteil der Internationalen Cricket-Saison 1952/53 und umfasste fünf Tests. Südafrika gewann die Serie 1–0.

## Vorgeschichte
Südafrika bestritt zuvor eine Tour in Australien, für Neuseeland war es die erste Tour der Saison.
Das letzte Aufeinandertreffen der beiden Mannschaften bei einer Tour fand in der Saison 1931/32 in Neuseeland statt.

## Stadien
Die folgenden Stadien wurden für die Tour als Austragungsort vorgesehen.
| Stadion       | Stadt      | Kapazität | Spiele  |
| ------------- | ---------- | --------- | ------- |
| Eden Park     | Auckland   | 50.000    | 2. Test |
| Basin Reserve | Wellington | 11.000    | 1. Test |

## Kaderlisten
Die Mannschaften benannten die folgenden Kader.
| Test | Test |
| Neuseeland | Südafrika |
| --- | --- |
| - Merv Wallace (K) - Bob Blair - Tom Burtt - Murray Chapple - Eric Dempster - Eric Fisher - Gordon Leggat - Tony MacGibbon - Ted Meuli - Lawrie Miller - Alex Moir - Frank Mooney (wk) - Matt Poore - Geoff Rabone - John Reid - Bert Sutcliffe | - Jack Cheetham (K) - Russell Endean - Eddie Fuller - Ken Funston - Percy Mansell - Jacky McGlew - Roy McLean - Anton Murray - Hugh Tayfield - John Waite (wk) - John Watkins |

## Tour Matches
Südafrika bestritt während der Tour drei Tour Matches.

## Tests

### Erster Test in Wellington
| 6. – 10. März Scorecard | Wellington | Südafrika 524-8d (174)         | – | Neuseeland 172 (123.4) & 172 (118.5) (f/o) |
|                         |            | Südafrika gewinnt mit 180 Runs |   |                                            |

Südafrika gewann den Münzwurf und entschied sich als Schlagmannschaft zu beginnen.

### Zweiter Test in Auckland
| 13. – 17. März Scorecard | Auckland | Südafrika 377 (162) & 200-5d (78) | – | Neuseeland 245 (171.2) & 31-2 (19.3) |
|                          |          | Remis                             |   |                                      |

Südafrika gewann den Münzwurf und entschied sich als Schlagmannschaft zu beginnen.